# Танасевич Олена Віталіївна
Танасевич Олена Віталіївна (нар. 29 квітня 1982, Харків) — суддя Вищого антикорупційного суду України, з 7 травня 2019 року по 6 травня 2022 року — перша голова цього суду.

## Біографія
Олена Немикіна (після одруження 2005 р. Танасевич) народилася у Харкові в сім'ї підполковника харківського карного розшуку.
Юридичну освіту (диплом спеціаліста) отримала, навчаючись на денному відділенні юридичного факультету Харківського педагогічного університету імені Сковороди, а потім підвищила кваліфікацію у Національному юридичному університеті імені Ярослава Мудрого (магістр права).
З 2002 року працювала юристом, з 2010 року помічником судді. У 2012 році стала суддею Печенізького районного суду Харківської області; згодом була заступником голови у тому ж суді.
На кафедрі цивільно-правових дисциплін, господарського та трудового права Харківського педагогічного університету імені Сковороди під науковим керівництвом доктора юридичних наук, доцента О. О. Коваленко написала дисертацію на тему «Правове регулювання матеріальної відповідальності роботодавця за шкоду, спричинену порушенням трудових прав працівника» зі спеціальності «трудове право; право соціального забезпечення», яку захистила у 2018 році і здобула науковий ступінь кандидата юридичних наук.
11 квітня 2019 року після майже піврічного конкурсу призначена до першого складу Вищого антикорупційного суду з найкращим балом з-поміж усіх претендентів.
7 травня на перших організаційних зборах Вищого антикорупційного суду була обрана його головою. Кандидатуру Танасевич підтримали 23 судді з 38. (За Ольгу Саландяк віддали голоси 10 суддів, ще 5 не підтримали жодного).
Чоловік, Михайло Олександрович Танасевич, займається бізнесом у Харкові. Подружжя є співвласниками компанії «Енергетична альтернатива».
Родина виховує сина Серафима.
Очільниця ВАКСУ вільно володіє українською, російською та англійською мовами.